# Miasta Antigui i Barbudy
Według danych oficjalnych pochodzących z 2001 roku Antigua i Barbuda posiadała ponad 20 miast o ludności przekraczającej 700 mieszkańców. Stolica kraju Saint John’s jako jedyne miasto liczyło ponad 20 tys. mieszkańców; 14 miast z ludnością 1÷20 tys. oraz reszta miast poniżej 1 tys. mieszkańców.

## Największe miasta w Antigui i Barbudzie
Największe miasta w Antigui i Barbudzie według liczebności mieszkańców (stan na 28.05.2001):
| L.p. | Miasto          | Okręg        | Liczba ludności |
| ---- | --------------- | ------------ | --------------- |
| 1.   | Saint John’s    | Saint John’s | 24 451          |
| 2.   | All Saints      | All Saints   | 3 900           |
| 3.   | Liberta         | Saint Paul   | 2 560           |
| 4.   | Potters Village | Saint John’s | 2 066           |
| 5.   | Bolands         | Saint Mary   | 1 888           |

## Alfabetyczna lista miast w Antigui i Barbudzie
Spis miast i miejscowości Antigui i Barbudy z ludnością powyżej 700 mieszkańców (dane ze spisu ludności z roku 2001):
- All Saints
- Bendals
- Bolands
- Carlisle
- Cedar Grove
- Clare Hill
- Codrington
- Crosbies
- English Harbour
- Freemans Village
- Jennings
- Liberta
- New Winthorpes
- Old Road
- Parham
- Pigotts
- Potters Village
- Saint John’s
- Sea View Farm
- Swetes
- Urlings
- Willikies